# Воробьёв, Иван Павлович
Иван Павлович Воробьёв (26 августа 1935, дер. Половинка, Нижнесергинский район, Свердловская область — 6 октября 2018, Челябинск) — советский государственный деятель, руководящий работник железнодорожного транспорта.
Более 15 лет, с 1984 по 1999 год, был начальником Южно-Уральской железной дороги.

## Биография
Родился в деревне Половинка Свердловской области в 1935 году. Член ВКП(б).
С 1954 года — на общественной и политической работе. В 1954—2010 гг. — дежурный по станциям Арасланово, Атиг, начальник станции Сатка, заместитель начальника станции Златоуст, заместитель начальника грузового отдела Златоустовского отделения дороги, начальник отдела движения, заместитель начальника отделения Южно-Уральской железной дороги, начальник Златоустовского, Челябинского отделений, начальник ЮУЖД, генеральный советник МПС России на ЮУЖД.
Избирался депутатом Верховного Совета РСФСР 11-го созыва, делегат XXVII съезда КПСС.

## Награды и почётные звания
- Почётный гражданин Челябинской области (2004)[2]